# مدرسة تيش العليا للفنون
مدرسة تيش العليا للفنون هي إحدى مدارس جامعة نيويورك، تم إنشاءها في العام 1965. يوجد بها 17 برنامج لطلاب مرحلتي البكالريوس والدراسات العليا، أشهرهم برنامجي التمثيل وصناعة الأفلام.
من أشهر خريجيها وودي آلن، جيمس فرانكو، أنجيلينا جولي وإيثان هوك.